# The Samuel Goldwyn Company
Ne doit pas être confondu avec Samuel Goldwyn Productions.
The Samuel Goldwyn Company, fondée par Samuel Goldwyn Jr. en 1979 et dissoute en 2000, est une société de distribution puis de production de cinéma américaine.
En 2000, il crée la société Samuel Goldwyn Films qui prend la relève de la Samuel Goldwyn Company.

## Filmographie

### Années 1970
- 1978 : Zero to Sixty
- 1979 : Les Enfants de la rivière (The Water Babies)

### Années 1980
- 1980 : Spetters
- 1981 : Le Lac des cygnes ; Distribution aux Etats-Unis
- 1981 : Une fille pour Gregory (Gregory's Girl) ; Distribution aux Etats-Unis
- 1982 : Forbidden Zone
- 1982 : Le Promeneur de l'éternité (Time Walker)
- 1984 : Stranger Than Paradise
- 1985 : Les Bisounours, le film (The Care Bears Movie) ; Produit par Nelvana
- 1986 : Sid et Nancy (Sid and Nancy)
- 1987 : Les Aventures des Chipmunks (The Chipmunk Adventure) ; Produit par Bagdasarian Productions
- 1988 : Mr. North
- 1988 : Mystic Pizza
- 1989 : Breaking In

### Années 1990
- 1990 : Stella
- 1991 : Rock-o-rico (Rock-a-Doodle) ; Distribution aux Etats-Unis ; Produit par Goldcrest et Sullivan Bluth Studios
- 1993 : Beaucoup de bruit pour rien (Much Ado About Nothing)
- 1994 : Go Fish
- 1994 : Salé, Sucré (飲食男女, Yin shi nan nu) ; Distribution aux Etats-Unis
- 1996 : American Buffalo
- 1996 : La Femme du pasteur (The Preacher's Wife) ; Co-production avec Touchstone Pictures
- 1997 : Napoléon en Australie (Napoleon)
- 1997 : Lolita
- 1998 : Desert Blue
- 1999 : Splendeur (Splendor)